# Huta-Lohanivska, Malîn
Huta-Lohanivska (în ucraineană Гута-Логанівська) este un sat în comuna Horîn din raionul Malîn, regiunea Jîtomîr, Ucraina.

## Demografie
Componența lingvistică a localității Huta-Lohanivska
     Ucraineană (98,44%)
     Rusă (1,56%)
Conform recensământului din 2001, majoritatea populației localității Huta-Lohanivska era vorbitoare de ucraineană (98,44%), existând în minoritate și vorbitori de rusă (1,56%).